# Slopné
Slopné – gmina w Czechach, w powiecie Zlín, w kraju zlińskim. Według danych z dnia 1 stycznia 2012 liczyła 583 mieszkańców.
W miejscowości urodził się Josef Váňa, czeski dżokej i trener.